# Campionati europei di nuoto in vasca corta 2011 - Staffetta 4x50 metri stile libero femminile
La Staffetta 4x50 metri stile libero femminili degli europei di Stettino 2011 si è svolta il 9 dicembre  2011. Le batterie di qualificazione si sono disputate nella mattina e la finale nel pomeriggio.

## Medaglie
| Posizione | Nazione   | Atleti                                                                          |
| --------- | --------- | ------------------------------------------------------------------------------- |
| Oro       | Germania  | Britta Steffen Dorothea Brandt Paulina Schmiedel Daniela Schreiber              |
| Argento   | Danimarca | Mie Østergaard Nielsen Pernille Blume Katrine Holm Sørensen Jeanette Ottesen    |
| Bronzo    | Italia    | Erika Ferraioli Erica Buratto Federica Pellegrini Laura Letrari Elena Di Liddo* |

## Qualifiche
| Pos. | Nazione                                                                                | Tempo                           | Batteria | Corsia | Note |
| ---- | -------------------------------------------------------------------------------------- | ------------------------------- | -------- | ------ | ---- |
| 1    | Germania Britta Steffen Dorothea Brandt Paulina Schmiedel Daniela Schreiber            | 1'38”59 24”40 24”68 25”21 24”30 | 1        | 5      | Q    |
| 2    | Danimarca Mie Østergaard Nielsen Pernille Blume Katrine Holm Sørensen Jeanette Ottesen | 1'38”79 24”81 24”52 25”51 23”95 | 1        | 4      | Q    |
| 3    | Italia Erica Buratto Erika Ferraioli Elena Di Liddo Laura Letrari                      | 1'39”08 25”03 24”23 25”01 24”81 | 1        | 6      | Q    |
| 4    | Paesi Bassi Tamara Van Vliet Elise Bouwens Rieneke Terink Maud Van der Meer            | 1'39”47 25”26 24”88 24”83 24”50 | 2        | 5      | Q    |
| 5    | Gran Bretagna Amy Smith Rebecca Turner Hayley Towner Georgia Davies                    | 1'40”24 24”60 25”06 25”28 25”30 | 2        | 1      | Q    |
| 6    | Svezia Michelle Coleman Petra Granlund Ida Sandin Magdalena Kuras                      | 1'40”68 25”43 25”06 25”68 24”51 | 1        | 2      | Q    |
| 7    | Norvegia Cecilie Johannessen Henriette Brekke Monica Johannessen Ingvild Snildal       | 1'40”74 25”42 25”07 25”10 25”15 | 2        | 7      | Q    |
| 8    | Russia Margarita Nesterova Viktoriya Andreeva Irina Bespalova Daria Belyakina          | 1'40”77 25”11 24”98 24”93 25”75 | 1        | 1      | Q    |
| 9    | Finlandia Emilia Pikkarainen Marlene Niemi Lotta Nevalainen Hanna-Maria Seppälä        | 1'40”86 25”34 25”51 25”07 24”94 | 1        | 7      | Q    |
| 10   | Rep. Ceca Sandra Kazikova Aneta Pechancova Barbora Zavadova Petra Klosova              | 1'41”08 25”36 25”51 25”64 24”57 | 2        | 3      | Q    |
| 11   | Slovacchia Katarina Filova Miroslava Syllabova Katarina Milly Katarina Listopadova     | 1'41”20 25”45 25”19 25”08 25”48 | 2        | 4      |      |
| 12   | Ucraina Dar'ya Stepanyuk Nadiya Koba Ganna Dzerkal’ Valeriya Podlesna                  | 1'41”38 25”02 25”34 25”40 25”62 | 2        | 6      |      |
| 13   | Svizzera Ivana Gabrilo Melanie Schweiger Corinne Meier Danielle Carmen Villars         | 1'42”32 25”86 25”79 25”49 25”18 | 2        | 2      |      |
| 14   | Bulgaria Ekaterina Avramova Nina Rangelova Vangelina Draganova Dobromira Ivanova       | 1'46”88 25”28 25”05 29”13 27”42 | 1        | 3      |      |

## Finale
| Pos. | Nazione                                                                                | Tempo                           | Corsia |
| ---- | -------------------------------------------------------------------------------------- | ------------------------------- | ------ |
| 1    | Germania Britta Steffen Dorothea Brandt Paulina Schmiedel Daniela Schreiber            | 1'37”29 24”11 23”88 24”98 24”32 | 4      |
| 2    | Danimarca Mie Østergaard Nielsen Pernille Blume Katrine Holm Sørensen Jeanette Ottesen | 1'37”63 24”80 24”21 25”21 23”41 | 5      |
| 3    | Italia Erika Ferraioli Erica Buratto Federica Pellegrini Laura Letrari                 | 1'38”12 24”80 24”38 24”57 24”37 | 3      |
| 4    | Paesi Bassi Tamara Van Vliet Ilse Kraaijeveld Rieneke Terink Maud Van der Meer         | 1'38”76 25”00 24”74 24”60 24”42 | 6      |
| 5    | Svezia Michelle Coleman Petra Granlund Ida Sandin Magdalena Kuras                      | 1'38”98 24”74 24”71 25”28 24”25 | 7      |
| 6    | Russia Margarita Nesterova Viktoriya Andreeva Irina Bespalova Elena Sokolova           | 1'39”43 24”88 24”91 24”98 24”66 | 8      |
| 7    | Finlandia Emilia Pikkarainen Marlene Niemi Lotta Nevalainen Hanna-Maria Seppälä        | 1'39”72 25”29 24”99 24”64 24”80 | 0      |
| 8    | Norvegia Henriette Brekke Cecilie Johannessen Monica Johannessen Katharina Stiberg     | 1'39”84 25”03 24”57 25”13 25”11 | 1      |
| 9    | Gran Bretagna Amy Smith Rebecca Turner Hayley Towner Georgia Davies                    | 1'40”14 24”61 24”81 25”20 25”52 | 2      |
| 10   | Rep. Ceca Sandra Kazikova Aneta Pechancova Barbora Zavadova Petra Klosova              | 1'41”20 25”67 25”14 25”63 24”76 | 9      |